# Desperate Housewives/Episodenliste

Logo zur Serie

Diese Episodenliste enthält alle Episoden der US-amerikanischen Dramedy Desperate Housewives in der Reihenfolge ihrer Erstausstrahlung. Zwischen 2004 und 2012 entstanden in acht Staffeln 180 Episoden mit einer Länge von jeweils etwa 42 Minuten.

## Übersicht
| Staffel | Episodenanzahl | Erstausstrahlung USA | Erstausstrahlung USA | Deutschsprachige Erstausstrahlung | Deutschsprachige Erstausstrahlung |
| Staffel | Episodenanzahl | Staffelpremiere      | Staffelfinale        | Staffelpremiere                   | Staffelfinale                     |
| ------- | -------------- | -------------------- | -------------------- | --------------------------------- | --------------------------------- |
| 1       | 23             | 3. Oktober 2004      | 22. Mai 2005         | 4. April 2005                     | 21. November 2005                 |
| 2       | 24             | 25. September 2005   | 21. Mai 2006         | 12. Februar 2006                  | 8. August 2006                    |
| 3       | 23             | 24. September 2006   | 20. Mai 2007         | 5. März 2007                      | 13. August 2007                   |
| 4       | 17             | 30. September 2007   | 18. Mai 2008         | 11. Februar 2008                  | 10. November 2008                 |
| 5       | 24             | 28. September 2008   | 17. Mai 2009         | 12. Januar 2009                   | 16. November 2009                 |
| 6       | 23             | 27. September 2009   | 16. Mai 2010         | 11. Januar 2010                   | 22. November 2010                 |
| 7       | 23             | 26. September 2010   | 15. Mai 2011         | 10. Januar 2011                   | 24. Oktober 2011                  |
| 8       | 23             | 25. September 2011   | 13. Mai 2012         | 2. Januar 2012                    | 24. September 2012                |

## Staffel 1
Die Erstausstrahlung der ersten Staffel war vom 3. Oktober 2004 bis zum 22. Mai 2005 auf dem US-amerikanischen Sender ABC zu sehen. Die deutschsprachige Erstausstrahlung sendeten der Schweizer Free-TV-Sender SRF zwei und der österreichische Free-TV-Sender ORF eins vom 4. April bis zum 21. November 2005.
| Nr. (ges.) | Nr. (St.) | Deutscher Titel          | Originaltitel                  | Erstausstrahlung USA | Deutschsprachige Erstausstrahlung (CH/A) | Regie             | Drehbuch                                                           |
| ---------- | --------- | ------------------------ | ------------------------------ | -------------------- | ---------------------------------------- | ----------------- | ------------------------------------------------------------------ |
| 1          | 1         | Schmutzige Wäsche        | Pilot                          | 3. Okt. 2004         | 4. Apr. 2005                             | Charles McDougall | Marc Cherry                                                        |
| 2          | 2         | Unter der Oberfläche     | Ah, but Underneath             | 10. Okt. 2004        | 11. Apr. 2005                            | Larry Shaw        | Marc Cherry                                                        |
| 3          | 3         | Die nackte Wahrheit      | Pretty Little Picture          | 17. Okt. 2004        | 18. Apr. 2005                            | Arlene Sanford    | Oliver Goldstick                                                   |
| 4          | 4         | Mit allen Mitteln        | Who’s That Woman?              | 24. Okt. 2004        | 25. Apr. 2005                            | Jeff Melman       | Marc Cherry & Tom Spezialy                                         |
| 5          | 5         | Eindringlinge            | Come In, Stranger              | 31. Okt. 2004        | 2. Mai 2005                              | Arlene Sanford    | Alexandra Cunningham                                               |
| 6          | 6         | Schlachtfelder           | Running to Stand Still         | 7. Nov. 2004         | 9. Mai 2005                              | Fred Gerber       | Tracey Stern                                                       |
| 7          | 7         | Gewinner und Verlierer   | Anything You Can Do            | 21. Nov. 2004        | 23. Mai 2005                             | Larry Shaw        | John Pardee & Joey Murphy                                          |
| 8          | 8         | Schuldig                 | Guilty                         | 28. Nov. 2004        | 30. Mai 2005                             | Fred Gerber       | Kevin Murphy                                                       |
| 9          | 9         | Das Geständnis           | Suspicious Minds               | 12. Dez. 2004        | 6. Juni 2005                             | Larry Shaw        | Jenna Bans                                                         |
| 10         | 10        | Versteckspiele           | Come Back to Me                | 19. Dez. 2004        | 13. Juni 2005                            | Fred Gerber       | Patty Lin                                                          |
| 11         | 11        | Die große Suche          | Move On                        | 9. Jan. 2005         | 20. Juni 2005                            | John David Coles  | David Schulner                                                     |
| 12         | 12        | Asche auf mein Haupt     | Every Day a Little Death       | 16. Jan. 2005        | 27. Juni 2005                            | David Grossman    | Chris Black                                                        |
| 13         | 13        | Ertappt!                 | Your Fault                     | 23. Jan. 2005        | 5. Sep. 2005                             | Arlene Sanford    | Kevin Etten                                                        |
| 14         | 14        | Liebe liegt in der Luft  | Love Is in the Air             | 13. Feb. 2005        | 12. Sep. 2005                            | Jeff Melman       | Tom Spezialy                                                       |
| 15         | 15        | Lauter Lügen             | Impossible                     | 20. Feb. 2005        | 19. Sep. 2005                            | Larry Shaw        | Marc Cherry & Tom Spezialy                                         |
| 16         | 16        | Das kleine schwarze Buch | The Ladies Who Lunch           | 27. März 2005        | 26. Sep. 2005                            | Arlene Sanford    | Alexandra Cunningham                                               |
| 17         | 17        | Helden                   | There Won’t Be Trumpets        | 3. Apr. 2005         | 3. Okt. 2005                             | Jeff Melman       | John Pardee & Joey Murphy                                          |
| 18         | 18        | Mutterglück              | Children Will Listen           | 10. Apr. 2005        | 10. Okt. 2005                            | Larry Shaw        | Kevin Murphy                                                       |
| 19         | 19        | Einsame Herzen           | Live Alone and Like It         | 17. Apr. 2005        | 17. Okt. 2005                            | Arlene Sanford    | Jenna Bans                                                         |
| 20         | 20        | Frühlingsgefühle         | Fear No More                   | 1. Mai 2005          | 24. Okt. 2005                            | Jeff Melman       | Adam Barr                                                          |
| 21         | 21        | Das Versprechen          | Sunday in the Park with George | 8. Mai 2005          | 7. Nov. 2005                             | Larry Shaw        | Katie Ford                                                         |
| 22         | 22        | Hals über Kopf           | Goodbye for Now                | 15. Mai 2005         | 14. Nov. 2005                            | David Grossman    | Josh Senter                                                        |
| 23         | 23        | Alles ist wunderbar      | One Wonderful Day              | 22. Mai 2005         | 21. Nov. 2005                            | Larry Shaw        | John Pardee, Joey Murphy, Marc Cherry, Tom Spezialy & Kevin Murphy |

## Staffel 2
Die Erstausstrahlung der zweiten Staffel war vom 25. September 2005 bis zum 21. Mai 2006 auf dem US-amerikanischen Sender ABC zu sehen. Die deutschsprachige Erstausstrahlung sendete der deutsche Pay-TV-Sender Sky vom 12. Februar bis zum 8. August 2006.
| Nr. (ges.) | Nr. (St.) | Deutscher Titel         | Originaltitel                      | Erstausstrahlung USA | Deutschsprachige Erstausstrahlung (D) | Regie                 | Drehbuch                                                                           |
| ---------- | --------- | ----------------------- | ---------------------------------- | -------------------- | ------------------------------------- | --------------------- | ---------------------------------------------------------------------------------- |
| 24         | 1         | Das Leben geht weiter   | Next                               | 25. Sep. 2005        | 12. Feb. 2006                         | Larry Shaw            | Kevin Murphy                                                                       |
| 25         | 2         | Kontrolle ist alles     | You Could Drive a Person Crazy     | 2. Okt. 2005         | 21. Feb. 2006                         | David Grossman        | Chris Black & Alexandra Cunningham                                                 |
| 26         | 3         | Showtime                | You’ll Never Get Away from Me      | 9. Okt. 2005         | 28. Feb. 2006                         | Arlene Sanford        | Tom Spezialy & Ellie Herman                                                        |
| 27         | 4         | Die imaginäre Freundin  | My Heart Belongs to Daddy          | 16. Okt. 2005        | 7. März 2006                          | Robert Duncan McNeill | John Pardee & Joey Murphy                                                          |
| 28         | 5         | Treue Gefährten         | They Asked Me Why I Believe in You | 23. Okt. 2005        | 14. März 2006                         | David Grossman        | Alan Cross                                                                         |
| 29         | 6         | Ausschläge und Anträge  | I Wish I Could Forget You          | 6. Nov. 2005         | 21. März 2006                         | Larry Shaw            | Kevin Etten & Josh Senter                                                          |
| 30         | 7         | In flagranti            | Color and Light                    | 13. Nov. 2005        | 28. März 2006                         | David Grossman        | Marc Cherry                                                                        |
| 31         | 8         | Der rote Ballon         | The Sun Won’t Set                  | 20. Nov. 2005        | 4. Apr. 2006                          | Stephen Cragg         | Jenna Bans                                                                         |
| 32         | 9         | Die Guten und die Bösen | That’s Good, That’s Bad            | 27. Nov. 2005        | 11. Apr. 2006                         | Larry Shaw            | Kevin Murphy                                                                       |
| 33         | 10        | Der verlorene Sohn      | Coming Home                        | 4. Dez. 2005         | 18. Apr. 2006                         | Arlene Sanford        | Chris Black                                                                        |
| 34         | 11        | Nur ein Kuss            | One More Kiss                      | 8. Jan. 2006         | 2. Mai 2006                           | Wendey Stanzler       | Joey Murphy & John Pardee                                                          |
| 35         | 12        | Alles wird gut          | We’re Gonna Be All Right           | 15. Jan. 2006        | 9. Mai 2006                           | David Grossman        | Alexandra Cunningham                                                               |
| 36         | 13        | Die Kunst des Krieges   | There’s Something About War        | 22. Jan. 2006        | 16. Mai 2006                          | Larry Shaw            | Kevin Etten                                                                        |
| 37         | 14        | Verrückte Ideen         | Silly People                       | 12. Feb. 2006        | 23. Mai 2006                          | Robert Duncan McNeill | Tom Spezialy                                                                       |
| 38         | 15        | Ein kleiner Gefallen    | Thank You So Much                  | 19. Feb. 2006        | 30. Mai 2006                          | David Grossman        | Dahvi Waller                                                                       |
| 39         | 16        | Der richtige Weg        | There Is No Other Way              | 12. März 2006        | 6. Juni 2006                          | Randy Zisk            | Bruce Zimmerman                                                                    |
| 40         | 17        | Trennungen              | Could I Leave You?                 | 26. März 2006        | 13. Juni 2006                         | Pam Thomas            | Scott Sanford Tobis                                                                |
| 41         | 18        | Unwiderstehlich         | Everybody Says Don’t               | 2. Apr. 2006         | 20. Juni 2006                         | Tom Cherones          | Schauspiel: Jenna Bans & Alexandra Cunningham Handlung: Jim Lincoln                |
| 42         | 19        | Schamlos                | Don’t Look at Me                   | 16. Apr. 2006        | 27. Juni 2006                         | David Grossman        | Josh Senter                                                                        |
| 43         | 20        | Verzweifelte Gebete     | It Wasn’t Meant to Happen          | 30. Apr. 2006        | 11. Juli 2006                         | Larry Shaw            | Marc Cherry & Tom Spezialy                                                         |
| 44         | 21        | Rache                   | I Know Things Now                  | 7. Mai 2006          | 18. Juli 2006                         | Wendey Stanzler       | Kevin Etten & Bruce Zimmerman                                                      |
| 45         | 22        | Allein auf der Welt     | No One Is Alone                    | 14. Mai 2006         | 25. Juli 2006                         | David Grossman        | Kevin Murphy & Chris Black                                                         |
| 46         | 23        | Erinnerungen (1)        | Remember (1)                       | 21. Mai 2006         | 1. Aug. 2006                          | Larry Shaw            | Schauspiel: Marc Cherry & Jenna Bans Handlung: Alexandra Cunningham & Tom Spezialy |
| 47         | 24        | Erinnerungen (2)        | Remember (2)                       | 21. Mai 2006         | 8. Aug. 2006                          | Larry Shaw            | Schauspiel: Marc Cherry & Jenna Bans Handlung: Alexandra Cunningham & Tom Spezialy |

## Staffel 3
Die Erstausstrahlung der dritten Staffel war vom 24. September 2006 bis zum 20. Mai 2007 auf dem US-amerikanischen Sender ABC zu sehen. Die deutschsprachige Erstausstrahlung sendete der Schweizer Free-TV-Sender SRF zwei vom 5. März bis zum 13. August 2007.
| Nr. (ges.) | Nr. (St.) | Deutscher Titel             | Originaltitel                     | Erstausstrahlung USA | Deutschsprachige Erstausstrahlung (CH) | Regie           | Drehbuch                                  |
| ---------- | --------- | --------------------------- | --------------------------------- | -------------------- | -------------------------------------- | --------------- | ----------------------------------------- |
| 48         | 1         | Der große Regen             | Listen to the Rain on the Roof    | 24. Sep. 2006        | 5. März 2007                           | Larry Shaw      | Marc Cherry & Jeff Greenstein             |
| 49         | 2         | Das perfekte Paar           | It Takes Two                      | 1. Okt. 2006         | 12. März 2007                          | David Grossman  | Kevin Murphy & Jenna Bans                 |
| 50         | 3         | Ein Wochenende auf dem Land | A Weekend in the Country          | 8. Okt. 2006         | 19. März 2007                          | Wendey Stanzler | Bob Daily                                 |
| 51         | 4         | Die geheime Geschichte      | Like It Was                       | 15. Okt. 2006        | 26. März 2007                          | Larry Shaw      | John Pardee & Joey Murphy                 |
| 52         | 5         | Sabotage                    | Nice She Ain’t                    | 22. Okt. 2006        | 2. Apr. 2007                           | David Warren    | Alexandra Cunningham & Susan Nirah Jaffee |
| 53         | 6         | Die Beichte                 | Sweetheart, I Have to Confess     | 29. Okt. 2006        | 2. Apr. 2007                           | David Grossman  | Dahvi Waller & Josh Senter                |
| 54         | 7         | Peng                        | Bang                              | 5. Nov. 2006         | 16. Apr. 2007                          | Larry Shaw      | Joe Keenan                                |
| 55         | 8         | Die Welt der Kinder         | Children and Art                  | 12. Nov. 2006        | 23. Apr. 2007                          | Wendey Stanzler | Kevin Etten & Jenna Bans                  |
| 56         | 9         | Biester                     | Beautiful Girls                   | 19. Nov. 2006        | 30. Apr. 2007                          | David Grossman  | Dahvi Waller & Susan Nirah Jaffee         |
| 57         | 10        | Eskalation                  | The Miracle Song                  | 26. Nov. 2006        | 7. Mai 2007                            | Larry Shaw      | Bob Daily                                 |
| 58         | 11        | Unmoralische Absichten      | No Fits, No Fights, No Feuds      | 7. Jan. 2007         | 14. Mai 2007                           | Sanaa Hamri     | Alexandra Cunningham & Josh Senter        |
| 59         | 12        | Heimliche Liebschaften      | Not while I’m Around              | 14. Jan. 2007        | 21. Mai 2007                           | David Grossman  | Kevin Murphy & Kevin Etten                |
| 60         | 13        | Hinterlistig                | Come Play Wiz Me                  | 21. Jan. 2007        | 28. Mai 2007                           | Larry Shaw      | Valerie Ahern & Christian McLaughlin      |
| 61         | 14        | Tödliche Vergangenheit      | I Remember That                   | 11. Feb. 2007        | 4. Juni 2007                           | David Warren    | John Pardee & Joey Murphy                 |
| 62         | 15        | Teuflisch                   | The Little Things You Do Together | 18. Feb. 2007        | 11. Juni 2007                          | David Grossman  | Marc Cherry & Joe Keenan                  |
| 63         | 16        | Männer sind Schweine        | My Husband, the Pig               | 4. März 2007         | 18. Juni 2007                          | Larry Shaw      | Brian Alexander                           |
| 64         | 17        | Kleider machen Leute        | Dress Big                         | 8. Apr. 2007         | 2. Juli 2007                           | Matthew Diamond | Kevin Etten & Susan Nirah Jaffee          |
| 65         | 18        | Leidenschaftlich            | Liaisons                          | 15. Apr. 2007        | 9. Juli 2007                           | David Grossman  | Alexandra Cunningham & Jenna Bans         |
| 66         | 19        | Stromausfall                | God, That’s Good                  | 22. Apr. 2007        | 16. Juli 2007                          | Larry Shaw      | Josh Senter & Dahvi Waller                |
| 67         | 20        | Klatsch                     | Gossip                            | 29. Apr. 2007        | 23. Juli 2007                          | Wendey Stanzler | John Pardee & Joey Murphy                 |
| 68         | 21        | Opfer                       | Into the Woods                    | 6. Mai 2007          | 30. Juli 2007                          | David Grossman  | Alexandra Cunningham                      |
| 69         | 22        | Die Frage aller Fragen      | What Would We Do Without You?     | 13. Mai 2007         | 6. Aug. 2007                           | Larry Shaw      | Bob Daily                                 |
| 70         | 23        | Hochzeitsfieber             | Getting Married Today             | 20. Mai 2007         | 13. Aug. 2007                          | David Grossman  | Joe Keenan & Kevin Murphy                 |

## Staffel 4
Die Erstausstrahlung der vierten Staffel war vom 30. September 2007 bis zum 18. Mai 2008 auf dem US-amerikanischen Sender ABC zu sehen. Die deutschsprachige Erstausstrahlung sendete der Schweizer Free-TV-Sender SRF zwei vom 11. Februar bis zum 10. November 2008.
| Nr. (ges.) | Nr. (St.) | Deutscher Titel        | Originaltitel                       | Erstausstrahlung USA | Deutschsprachige Erstausstrahlung (CH) | Regie          | Drehbuch                                   |
| ---------- | --------- | ---------------------- | ----------------------------------- | -------------------- | -------------------------------------- | -------------- | ------------------------------------------ |
| 71         | 1         | Alles kommt ans Licht  | Now You Know                        | 30. Sep. 2007        | 11. Feb. 2008                          | Larry Shaw     | Marc Cherry                                |
| 72         | 2         | Kuchenschlacht         | Smiles of a Summer Night            | 7. Okt. 2007         | 18. Feb. 2008                          | David Grossman | Bob Daily & Matt Berry                     |
| 73         | 3         | Scharade               | The Game                            | 14. Okt. 2007        | 25. Feb. 2008                          | Bethany Rooney | Joey Murphy & John Pardee                  |
| 74         | 4         | Plagen                 | If There’s Anything I Can’t Stand   | 21. Okt. 2007        | 3. März 2008                           | Larry Shaw     | Alexandra Cunningham & Lori Kirkland Baker |
| 75         | 5         | Kunst ist subjektiv    | Art Isn’t Easy                      | 28. Okt. 2007        | 10. März 2008                          | David Grossman | Jason Ganzel                               |
| 76         | 6         | Angst                  | Now I Know, Don’t Be Scared         | 4. Nov. 2007         | 17. März 2008                          | Larry Shaw     | Susan Nirah Jaffee & Dahvi Waller          |
| 77         | 7         | Täuschungsmanöver      | You Can’t Judge a Book by Its Cover | 11. Nov. 2007        | 24. März 2008                          | David Warren   | Chuck Ranberg & Anne Flett-Giordano        |
| 78         | 8         | Treibgut               | Distant Past                        | 25. Nov. 2007        | 31. März 2008                          | Jay Torres     | Joe Keenan                                 |
| 79         | 9         | Tornado                | Something’s Coming                  | 2. Dez. 2007         | 7. Apr. 2008                           | David Grossman | Joey Murphy & John Pardee                  |
| 80         | 10        | Nach der Katastrophe   | Welcome to Kanagawa                 | 6. Jan. 2008         | 14. Apr. 2008                          | Larry Shaw     | Jamie Gorenberg & Jordon Nardino           |
| 81         | 11        | Sonntag                | Sunday                              | 13. Apr. 2008        | 29. Sep. 2008                          | David Grossman | Alexandra Cunningham & Lori Kirkland Baker |
| 82         | 12        | Blind                  | In Buddy’s Eyes                     | 20. Apr. 2008        | 6. Okt. 2008                           | Larry Shaw     | Jeff Greenstein                            |
| 83         | 13        | Hallo, kleines Mädchen | Hello, Little Girl                  | 27. Apr. 2008        | 13. Okt. 2008                          | Bethany Rooney | Susan Nirah Jaffee & Jamie Gorenberg       |
| 84         | 14        | Willkommen             | Opening Doors                       | 4. Mai 2008          | 20. Okt. 2008                          | David Grossman | Dahvi Waller & Jordon Nardino              |
| 85         | 15        | Muttertag              | Mother Said                         | 11. Mai 2008         | 27. Okt. 2008                          | David Warren   | Chuck Ranberg & Anne Flett-Giordano        |
| 86         | 16        | Namen                  | The Gun Song                        | 18. Mai 2008         | 3. Nov. 2008                           | Bethany Rooney | Bob Daily & Matt Berry                     |
| 87         | 17        | Befreiung              | Free                                | 18. Mai 2008         | 10. Nov. 2008                          | David Grossman | Jeff Greenstein                            |

## Staffel 5
Die Erstausstrahlung der fünften Staffel war vom 28. September 2008 bis zum 17. Mai 2009 auf dem US-amerikanischen Sender ABC zu sehen. Die deutschsprachige Erstausstrahlung sendete der Schweizer Free-TV-Sender SRF zwei vom 12. Januar bis zum 16. November 2009.
| Nr. (ges.) | Nr. (St.) | Deutscher Titel                    | Originaltitel                                   | Erstausstrahlung USA | Deutschsprachige Erstausstrahlung (CH) | Regie           | Drehbuch                  |
| ---------- | --------- | ---------------------------------- | ----------------------------------------------- | -------------------- | -------------------------------------- | --------------- | ------------------------- |
| 88         | 1         | Die Zeit vergeht                   | You’re Gonna Love Tomorrow                      | 28. Sep. 2008        | 12. Jan. 2009                          | Larry Shaw      | Marc Cherry               |
| 89         | 2         | Ein guter Nachbar                  | We’re So Happy You’re So Happy                  | 5. Okt. 2008         | 19. Jan. 2009                          | David Grossman  | Alexandra Cunningham      |
| 90         | 3         | Tyrannen                           | Kids Ain’t Like Everybody Else                  | 12. Okt. 2008        | 26. Jan. 2009                          | Bethany Rooney  | Joe Keenan                |
| 91         | 4         | Neid                               | Back in Business                                | 19. Okt. 2008        | 2. Feb. 2009                           | Scott Ellis     | John Pardee & Joey Murphy |
| 92         | 5         | Ein Blick in den Spiegel           | Mirror, Mirror                                  | 26. Okt. 2008        | 9. Feb. 2009                           | David Grossman  | Jeff Greenstein           |
| 93         | 6         | Die List der Frauen                | There’s Always a Woman                          | 2. Nov. 2008         | 16. Feb. 2009                          | Matthew Diamond | John Paul Bullock III     |
| 94         | 7         | Begierde                           | What More Do I Need?                            | 9. Nov. 2008         | 23. Feb. 2009                          | Larry Shaw      | Matt Berry                |
| 95         | 8         | Stadt in Flammen                   | City on Fire                                    | 16. Nov. 2008        | 2. März 2009                           | David Grossman  | Bob Daily                 |
| 96         | 9         | Arme Seelen                        | Me and My Town                                  | 30. Nov. 2008        | 9. März 2009                           | David Warren    | Lori Kirkland Baker       |
| 97         | 10        | Visionen                           | A Vision’s Just a Vision                        | 7. Dez. 2008         | 16. März 2009                          | Larry Shaw      | Dave Flebotte             |
| 98         | 11        | Ein schönes Zuhause                | Home Is the Place                               | 4. Jan. 2009         | 23. März 2009                          | David Grossman  | Jamie Gorenberg           |
| 99         | 12        | Ungehorsam                         | Connect! Connect!                               | 11. Jan. 2009        | 30. März 2009                          | Ken Whittingham | Jordon Nardino            |
| 100        | 13        | Der beste Handwerker aller Zeiten  | The Best Thing That Ever Could Have Happened    | 18. Jan. 2009        | 6. Apr. 2009                           | Larry Shaw      | Marc Cherry & Bob Daily   |
| 101        | 14        | Das Geld der Anderen               | Mama Spent Money when She Had None              | 8. Feb. 2009         | 7. Sep. 2009                           | David Warren    | Jason Ganzel              |
| 102        | 15        | Die lieben Arbeitgeber             | In a World Where the Kings Are Employers        | 15. Feb. 2009        | 14. Sep. 2009                          | David Grossman  | Lori Kirkland Baker       |
| 103        | 16        | Verbrechen lohnt sich nicht        | Crime Doesn’t Pay                               | 8. März 2009         | 21. Sep. 2009                          | Larry Shaw      | Jamie Gorenberg           |
| 104        | 17        | Die Geschichte von Lucy und Jessie | The Story of Lucy and Jessie                    | 15. März 2009        | 28. Sep. 2009                          | Bethany Rooney  | Jordon Nardino            |
| 105        | 18        | Ein ganz einfacher Plan            | A Spark. To Pierce the Dark.                    | 22. März 2009        | 5. Okt. 2009                           | David Grossman  | Alexandra Cunningham      |
| 106        | 19        | Die letzte Ruhestätte              | Look into Their Eyes and You See What They Know | 19. Apr. 2009        | 12. Okt. 2009                          | Larry Shaw      | Matt Berry                |
| 107        | 20        | Die Wendung                        | Rose’s Turn                                     | 26. Apr. 2009        | 19. Okt. 2009                          | David Warren    | Dave Flebotte             |
| 108        | 21        | Verhandlungssache                  | Bargaining                                      | 3. Mai 2009          | 26. Okt. 2009                          | David Grossman  | David Schladweiler        |
| 109        | 22        | Ein kleines bisschen Hochzeit      | Marry Me a Little                               | 10. Mai 2009         | 2. Nov. 2009                           | Larry Shaw      | Jason Ganzel              |
| 110        | 23        | Kein Zurück                        | Everybody Says Don’t                            | 17. Mai 2009         | 9. Nov. 2009                           | Bethany Rooney  | John Pardee & Joey Murphy |
| 111        | 24        | Showdown                           | If It’s Only in Your Head                       | 17. Mai 2009         | 16. Nov. 2009                          | David Grossman  | Jeffrey Richman           |

## Staffel 6
Die Erstausstrahlung der sechsten Staffel war vom 27. September 2009 bis zum 16. Mai 2010 auf dem US-amerikanischen Sender ABC zu sehen. Die deutschsprachige Erstausstrahlung sendete der Schweizer Free-TV-Sender SRF zwei vom 11. Januar bis zum 22. November 2010.
| Nr. (ges.) | Nr. (St.) | Deutscher Titel           | Originaltitel                       | Erstausstrahlung USA | Deutschsprachige Erstausstrahlung (CH) | Regie           | Drehbuch                        |
| ---------- | --------- | ------------------------- | ----------------------------------- | -------------------- | -------------------------------------- | --------------- | ------------------------------- |
| 112        | 1         | Sünde                     | Nice Is Different than Good         | 27. Sep. 2009        | 11. Jan. 2010                          | Larry Shaw      | Marc Cherry                     |
| 113        | 2         | Ein schrecklicher Tag     | Being Alive                         | 4. Okt. 2009         | 11. Jan. 2010                          | David Grossman  | Matt Berry                      |
| 114        | 3         | Alte Liebhaber            | Never Judge a Lady by Her Lover     | 11. Okt. 2009        | 18. Jan. 2010                          | Andrew Doerfer  | Bob Daily                       |
| 115        | 4         | Blues der Verlassenen     | The God-Why-Don’t-You-Love-Me Blues | 18. Okt. 2009        | 25. Jan. 2010                          | David Warren    | Alexandra Cunningham            |
| 116        | 5         | Die ewigen Kritiker       | Everybody Ought to Have a Maid      | 25. Okt. 2009        | 1. Feb. 2010                           | Larry Shaw      | Jamie Gorenberg                 |
| 117        | 6         | Strafe muss sein          | Don’t Walk on the Grass             | 1. Nov. 2009         | 8. Feb. 2010                           | David Grossman  | Marco Pennette                  |
| 118        | 7         | Die Hauslehrerin          | Careful the Things You Say          | 8. Nov. 2009         | 8. Feb. 2010                           | Bethany Rooney  | Peter Lefcourt                  |
| 119        | 8         | Die Beförderung           | The Coffee Cup                      | 15. Nov. 2009        | 24. Feb. 2010                          | Larry Shaw      | Dave Flebotte                   |
| 120        | 9         | Selbstverteidigung        | Would I Think of Suicide?           | 29. Nov. 2009        | 1. März 2010                           | Ken Whittingham | Jason Ganzel                    |
| 121        | 10        | Der große Krach           | Boom Crunch                         | 6. Dez. 2009         | 8. März 2010                           | David Grossman  | John Pardee & Joey Murphy       |
| 122        | 11        | Was wäre, wenn …          | If…                                 | 3. Jan. 2010         | 8. März 2010                           | Larry Shaw      | Jamie Gorenberg                 |
| 123        | 12        | Alles Fassade             | You Gotta Get a Gimmick             | 10. Jan. 2010        | 15. März 2010                          | David Grossman  | Joe Keenan                      |
| 124        | 13        | Therapie                  | How About a Friendly Shrink?        | 17. Jan. 2010        | 13. Sep. 2010                          | Lonny Price     | Jason Ganzel                    |
| 125        | 14        | Vorhang auf!              | The Glamorous Life                  | 31. Jan. 2010        | 20. Sep. 2010                          | Bethany Rooney  | Dave Flebotte                   |
| 126        | 15        | Die Stripperin            | Lovely                              | 21. Feb. 2010        | 27. Sep. 2010                          | David Warren    | David Schladweiler              |
| 127        | 16        | Verführung                | The Chase                           | 28. Feb. 2010        | 4. Okt. 2010                           | Larry Shaw      | John Pardee & Joey Murphy       |
| 128        | 17        | Das Souvenir              | Chromolume No. 7                    | 14. März 2010        | 11. Okt. 2010                          | Lonny Price     | Marco Pennette                  |
| 129        | 18        | Der perfekte Sohn         | My Two Young Men                    | 21. März 2010        | 18. Okt. 2010                          | David Grossman  | Bob Daily                       |
| 130        | 19        | Das Böse                  | We All Deserve to Die               | 18. Apr. 2010        | 25. Okt. 2010                          | Larry Shaw      | Josann McGibbon & Sara Parriott |
| 131        | 20        | Entstehung eines Monsters | Epiphany                            | 25. Apr. 2010        | 1. Nov. 2010                           | David Grossman  | Marc Cherry                     |
| 132        | 21        | Geheimnisse               | A Little Night Music                | 2. Mai 2010          | 8. Nov. 2010                           | David Warren    | Matt Berry                      |
| 133        | 22        | Entscheidungen            | The Ballad of Booth                 | 9. Mai 2010          | 15. Nov. 2010                          | Larry Shaw      | Bob Daily                       |
| 134        | 23        | Die Bombe                 | I Guess This Is Goodbye             | 16. Mai 2010         | 22. Nov. 2010                          | David Grossman  | Alexandra Cunningham            |

## Staffel 7
Die Erstausstrahlung der siebten Staffel war vom 26. September 2010 bis zum 15. Mai 2011 auf dem US-amerikanischen Fernsehsender ABC zu sehen. Die deutschsprachige Erstausstrahlung sendeten der Schweizer Free-TV-Sender SRF zwei und der österreichische Free-TV-Sender ORF eins vom 10. Januar bis zum 24. Oktober 2011.
| Nr. (ges.) | Nr. (St.) | Deutscher Titel                             | Originaltitel                             | Erstausstrahlung USA | Deutschsprachige Erstausstrahlung (CH/A) | Regie            | Drehbuch                        |
| ---------- | --------- | ------------------------------------------- | ----------------------------------------- | -------------------- | ---------------------------------------- | ---------------- | ------------------------------- |
| 135        | 1         | Wer erinnert sich an Paul?                  | Remember Paul?                            | 26. Sep. 2010        | 10. Jan. 2011                            | David Grossman   | Marc Cherry                     |
| 136        | 2         | Mehr als nur Sex                            | You Must Meet My Wife                     | 3. Okt. 2010         | 10. Jan. 2011                            | Larry Shaw       | Dave Flebotte                   |
| 137        | 3         | Das Streben nach Glück                      | Truly Content                             | 10. Okt. 2010        | 17. Jan. 2011                            | Tara Nicole Weyr | Matt Berry                      |
| 138        | 4         | Die Handtasche einer Frau                   | The Thing That Counts Is What’s Inside    | 17. Okt. 2010        | 24. Jan. 2011                            | David Grossman   | Jason Ganzel                    |
| 139        | 5         | Let Me Entertain You                        | Let Me Entertain You                      | 24. Okt. 2010        | 31. Jan. 2011                            | Lonny Price      | Sara Parriott & Josann McGibbon |
| 140        | 6         | Schreckgespenster                           | Excited and Scared                        | 31. Okt. 2010        | 7. Feb. 2011                             | Jeff Greenstein  | Jeff Greenstein                 |
| 141        | 7         | Eine demütigende Geschichte                 | A Humiliating Business                    | 7. Nov. 2010         | 14. Feb. 2011                            | Larry Shaw       | Marco Pennette                  |
| 142        | 8         | Dankbarkeit                                 | Sorry Grateful                            | 14. Nov. 2010        | 21. Feb. 2011                            | David Grossman   | Annie Weisman                   |
| 143        | 9         | Schöne heile Welt                           | Pleasant Little Kingdom                   | 5. Dez. 2010         | 28. Feb. 2011                            | Arlene Sanford   | Dave Flebotte                   |
| 144        | 10        | Der Aufstand                                | Down the Block There’s a Riot             | 12. Dez. 2010        | 7. März 2011                             | Larry Shaw       | Bob Daily                       |
| 145        | 11        | Attentäter                                  | Assassins                                 | 2. Jan. 2011         | 14. März 2011                            | David Warren     | John Paul Bullock III           |
| 146        | 12        | Einsamkeit                                  | Where Do I Belong?                        | 9. Jan. 2011         | 21. März 2011                            | David Grossman   | David Schladweiler              |
| 147        | 13        | Die Puppe                                   | I’m Still Here                            | 16. Jan. 2011        | 21. März 2011                            | Lonny Price      | Josann McGibbon & Sara Parriott |
| 148        | 14        | Der Spender                                 | Flashback                                 | 13. Feb. 2011        | 22. Aug. 2011                            | Andrew Doerfer   | Matt Berry                      |
| 149        | 15        | Zuhause                                     | Farewell Letter                           | 20. Feb. 2011        | 29. Aug. 2011                            | David Grossman   | Marco Pennette                  |
| 150        | 16        | Der Sinn des Lebens                         | Searching                                 | 6. März 2011         | 5. Sep. 2011                             | Larry Shaw       | Jeff Greenstein                 |
| 151        | 17        | Alles ist anders, nichts hat sich verändert | Everything’s Different, Nothing’s Changed | 3. Apr. 2011         | 12. Sep. 2011                            | David Warren     | Annie Weisman                   |
| 152        | 18        | Momente im Wald                             | Moments in the Woods                      | 17. Apr. 2011        | 19. Sep. 2011                            | David Grossman   | John Paul Bullock III           |
| 153        | 19        | Schlecht verborgene Lügen                   | The Lies Ill-Concealed                    | 24. Apr. 2011        | 26. Sep. 2011                            | Larry Shaw       | David Schladweiler              |
| 154        | 20        | Gift                                        | I’ll Swallow Poison on Sunday             | 1. Mai 2011          | 3. Okt. 2011                             | David Warren     | Jason Ganzel                    |
| 155        | 21        | Albträume                                   | Then I Really Got Scared                  | 8. Mai 2011          | 10. Okt. 2011                            | Larry Shaw       | Valérie A. Brotski              |
| 156        | 22        | Trügerische Sicherheit                      | And Lots of Security…                     | 15. Mai 2011         | 17. Okt. 2011                            | David Grossman   | Joe Keenan                      |
| 157        | 23        | Partytime                                   | Come On Over for Dinner                   | 15. Mai 2011         | 24. Okt. 2011                            | Larry Shaw       | Bob Daily                       |

## Staffel 8
Die Erstausstrahlung der achten Staffel war vom 25. September 2011 bis zum 13. Mai 2012 auf dem US-amerikanischen Sender ABC zu sehen. Die deutschsprachige Erstausstrahlung sendeten der Schweizer Free-TV-Sender SRF zwei und der österreichische Free-TV-Sender ORF eins vom 2. Januar bis zum 24. September 2012.
| Nr. (ges.) | Nr. (St.) | Deutscher Titel                        | Originaltitel                     | Erstausstrahlung USA | Deutschsprachige Erstausstrahlung (CH/A) | Regie              | Drehbuch                                | Zuschauer (USA) |
| ---------- | --------- | -------------------------------------- | --------------------------------- | -------------------- | ---------------------------------------- | ------------------ | --------------------------------------- | --------------- |
| 158        | 1         | Geheimnisse, die ich nie erfahren will | Secrets That I Never Want to Know | 25. Sep. 2011        | 2. Jan. 2012                             | David Grossman     | Bob Daily                               | 9,93 Mio.       |
| 159        | 2         | Gefährliche Verbindung                 | Making the Connection             | 2. Okt. 2011         | 2. Jan. 2012                             | Tara Nicole Weyr   | Matt Berry                              | 9,16 Mio.       |
| 160        | 3         | Falsche Vorstellungen                  | Watch While I Revise the World    | 9. Okt. 2011         | 9. Jan. 2012                             | David Warren       | John Paul Bullock III                   | 8,63 Mio.       |
| 161        | 4         | Die harte Schule des Lebens            | School of Hard Knocks             | 16. Okt. 2011        | 16. Jan. 2012                            | David Grossman     | Marco Pennette                          | 8,27 Mio.       |
| 162        | 5         | Sex erlaubt                            | The Art of Making Art             | 23. Okt. 2011        | 23. Jan. 2012                            | Lonny Price        | Dave Flebotte                           | 9,17 Mio.       |
| 163        | 6         | Paranoia                               | Witch’s Lament                    | 30. Okt. 2011        | 30. Jan. 2012                            | Tony Plana         | Annie Weisman                           | 9,28 Mio.       |
| 164        | 7         | Die Leiche                             | Always in Control                 | 6. Nov. 2011         | 6. Feb. 2012                             | Jeff Greenstein    | Jeff Greenstein                         | 8,78 Mio.       |
| 165        | 8         | Bilder einer Ausstellung               | Suspicion Song                    | 13. Nov. 2011        | 13. Feb. 2012                            | Jennifer Getzinger | David Schladweiler                      | 9,29 Mio.       |
| 166        | 9         | Puzzleteile                            | Putting It Together               | 4. Dez. 2011         | 20. Feb. 2012                            | David Warren       | Sheila Lawrence                         | 8,20 Mio.       |
| 167        | 10        | Reden ist Silber, Schweigen ist Gold   | What’s to Discuss, Old Friend     | 8. Jan. 2012         | 27. Feb. 2012                            | David Grossman     | Wendy Mericle                           | 8,84 Mio.       |
| 168        | 11        | Unangenehme Wahrheit                   | Who Can Say What’s True?          | 15. Jan. 2012        | 5. März 2012                             | Larry Shaw         | Brian Tanen                             | 7,91 Mio.       |
| 169        | 12        | Mehr Sein als Schein                   | What’s the Good of Being Good     | 22. Jan. 2012        | 12. März 2012                            | Ron Underwood      | Jason Ganzel                            | 7,48 Mio.       |
| 170        | 13        | Das soll also Liebe sein?              | Is This What You Call Love?       | 12. Feb. 2012        | 19. März 2012                            | David Grossman     | David Schladweiler & Valérie A. Brotski | 6,40 Mio.       |
| 171        | 14        | Verschwinde aus meinem Leben           | Get Out of My Life                | 19. Feb. 2012        | 27. Aug. 2012                            | James Hayman       | Cindy Appel                             | 7,65 Mio.       |
| 172        | 15        | Das Kinderzimmer                       | She Needs Me                      | 4. März 2012         | 27. Aug. 2012                            | Randy Zisk         | Jason Ganzel                            | 8,21 Mio.       |
| 173        | 16        | Tod eines Nachbarn                     | You Take for Granted              | 11. März 2012        | 3. Sep. 2012                             | Jeff Greenstein    | Matt Berry                              | 8,39 Mio.       |
| 174        | 17        | Frauen und Tod                         | Women and Death                   | 18. März 2012        | 3. Sep. 2012                             | David Grossman     | Annie Weisman                           | 9,03 Mio.       |
| 175        | 18        | Die richtige Gelegenheit               | Any Moment                        | 25. März 2012        | 10. Sep. 2012                            | Randy Zisk         | Sheila Lawrence                         | 8,81 Mio.       |
| 176        | 19        | Ein Strich durch die Rechnung          | With So Little to Be Sure Of      | 1. Apr. 2012         | 10. Sep. 2012                            | Tara Nicole Weyr   | Marco Pennette                          | 8,49 Mio.       |
| 177        | 20        | Machtverlust                           | Lost My Power                     | 29. Apr. 2012        | 17. Sep. 2012                            | David Grossman     | Wendy Mericle                           | 8,02 Mio.       |
| 178        | 21        | Der Prozess                            | The People Will Hear              | 6. Mai 2012          | 17. Sep. 2012                            | David Warren       | Brian Tanen                             | 9,22 Mio.       |
| 179        | 22        | Ich war’s!                             | Give Me the Blame                 | 13. Mai 2012         | 24. Sep. 2012                            | Larry Shaw         | Bob Daily                               | 11,12 Mio.      |
| 180        | 23        | Das letzte Pokerspiel                  | Finishing the Hat                 | 13. Mai 2012         | 24. Sep. 2012                            | David Grossman     | Marc Cherry                             | 11,12 Mio.      |